# Hyptec HL
Hyptec HL — полноразмерный внедорожник, выпускающийся с 2024 года китайским автопроизводителем GAC Aion под брендом Hyptec.

## Описание
Hyptec HL (AH8) впервые был представлен в июле 2021 года. Сообщалось, что Hyptec HL совместно разработан компаниями GAC и Huawei.
Компания Huawei отказалась от участия в проекте, и автомобиль по-прежнему стал производиться компанией GAC Aion и продаваться под недавно созданной маркой Hyptec.
Презентация модели состоялась в ноябре 2024 года в Гуанчжоу параллельно с субкомпактным хетчбэком Aion UT.